# Directupload

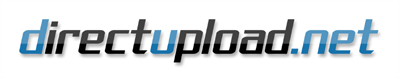
Logo des Webdienstes

Directupload ist ein Sharehoster, auf dem kostenlos Bilder gespeichert werden können. Er finanziert sich durch Werbung mit Bannern und Hover Ads.

## Geschichte
Ursprünglich als „250kb.de“ gegründet, bot er das einfache Hochladen von Bildern für kleine Foren-Communitys an. Nach wenigen Monaten erfolgte die Namensänderung in „directupload.net“.
2006 wurde ein kostenfreier Dienst für registrierte Mitglieder eingeführt, um, laut directupload.net, den Nutzern die Verwaltung ihrer Bilder zu erleichtern. Das Einfügen von Bildern in öffentliche Galerien wurde ermöglicht und mehrere Bildverwaltungsfunktionen zur Verfügung gestellt.

## Funktionen
Bilder können in den Formaten JPG, GIF, PNG oder SWF hochgeladen werden, Dokumente im Portable Document Format (PDF).
Die maximale Dateigröße für registrierte Mitglieder beträgt 8192 kB, Bilder werden mindestens ein Jahr lang gespeichert. Ein hochgeladenes Bild kann mit Kommentaren und Schlüsselwörtern versehen und in fünf Größenvarianten verlinkt werden.
Registrierte Benutzer können ihre Bilder in die „öffentlichen Galerien“ einfügen. Zudem können sie ihre Grafiken mit Hilfe einer Desktop-Applikation direkt hochladen, ohne die Webseite zu besuchen.